# Intrapales
Intrapales är ett släkte av tvåvingar. Intrapales ingår i familjen parasitflugor.
Kladogram enligt Catalogue of Life:
| Intrapales | \| \| Intrapales hirsuta \| \| \| \| \| \| Intrapales insularis \| \| \| \| \| \| Intrapales remotella \| \| \| \| |
|            | \| \| Intrapales hirsuta \| \| \| \| \| \| Intrapales insularis \| \| \| \| \| \| Intrapales remotella \| \| \| \| |
|            | Intrapales hirsuta                                                                                                 |
|            | |
|            | Intrapales insularis                                                                                               |
|            | |
|            | Intrapales remotella                                                                                               |
|            | |